# Unione Sportiva Peloro 1928-1929
Questa pagina raccoglie i dati riguardanti l'Unione Sportiva Peloro nelle competizioni ufficiali della stagione 1928-1929.

## Rosa
| N. |                   | Ruolo | Calciatore            |
| -- | ----------------- | ----- | --------------------- |
|    | Italia (bandiera) | A     | Antonino Bonanno      |
|    | Italia (bandiera) | A     | Leo Cantella          |
|    | Italia (bandiera) | A     | Cavallaro             |
|    | Italia (bandiera) | A     | Giacomo Celeste (I)   |
|    | Italia (bandiera) | C     | Giovanni Celeste (II) |
|    | Italia (bandiera) | C     | Consoli               |
|    | Italia (bandiera) | A     | Vittorio Cucinotta    |
|    | Italia (bandiera) | P     | Ferro                 |
|    | Italia (bandiera) | D     | Febo Fulci            |

| N. |                   | Ruolo | Calciatore         |
| -- | ----------------- | ----- | ------------------ |
|    | Italia (bandiera) | P     | Alfredo Lucchesi   |
|    | Italia (bandiera) | A     | Mondello           |
|    | Italia (bandiera) | A     | Musicò             |
|    | Italia (bandiera) | D     | Parisi             |
|    | Italia (bandiera) | A     | Giovanni Pugliatti |
|    | Italia (bandiera) | P     | Paolo Spizzica     |
|    | Italia (bandiera) | A     | Luigi Tonozzi      |
|    | Italia (bandiera) | C     | Giuseppe Toscano   |
|    | Italia (bandiera) | A     | Zanghì             |